# Exceso de difotones a 750 GeV
El exceso de difotones a 750 GeV en física de partículas es una anomalía en los datos del acelerador de partículas LHC en 2015, que podría ser una indicación de una nueva partícula o resonancia. Aunque aún no hay acuerdo sobre el nombre de dicha partícula hipotética, un nombre propuesto es la letra Ϝ (digamma), debido al canal en el que se ha detectado la anomalía, aunque también se utilizan otros símbolos como Ϝ(750), ϕ y X. En caso de ser confirmada, la digamma podría ser la primera partícula elemental más allá del Modelo Estándar descubierta. No se espera que el exceso de difotones esté causado por errores sistemáticos experimentales o teóricos. Sin embargo, los datos difieren menos de 5 desviaciones estándar (sigmas) del resultado esperado si no hubiera una nueva partícula, y por tanto la anomalía no alcanza el nivel de significación estadística aplicado usualmente en física.

## Exceso de difotones
El 15 de diciembre de 2015, las colaboraciones ATLAS y CMS del CERN presentaron los resultados de la segunda tanda de operación del acelerador de partículas LHC, con una energía en el centro de masas de 13 TeV, la más alta obtenida en colisiones de protones. Entre los resultados, la distribución de pares de fotones de alta energía producidos en las colisiones de protones mostraba un exceso de eventos en comparación con la predicción del Modelo Estándar a una masa invariante de los dos fotones de alrededor de 750 GeV/c2. La significación estadística que reportaron cada experimento fue de 3.9 y 3.4 desviaciones estándar (localmente), respectivamente.
En caso de no ser una fluctuación estadística, el exceso se puede explicar como la producción de una nueva partícula Ϝ(750) con una masa de aproximadamente 750 GeV/c2 que decae en dos fotones. La sección eficaz a una energía en el centro de masas de 13 TeV, multiplicada por el branching ratio (anchura de desintegración del canal difotónico dividida entre la anchura de desintegración total) se estima que es
{\displaystyle \sigma (pp\to \digamma )\times {\rm {Br}}(\digamma \to \gamma \gamma )\approx 5\,{\rm {fb}}}
donde la sección eficaz se mide en femtobarns (fb).
Este resultado, aunque inesperado, es compatible con experimentos anteriores, y en particular con las mediciones del LHC a una energía en el centro de masas de 8 TeV. A principios de 2016 se está continuando con la investigación que podría confirmar o descartar la existencia de Ϝ durante 2016.
La anchura de la potencial resonancia es desconocida. Los resultados iniciales de ATLAS indicaban una anchura en torno a 50 GeV/c2, mientras que los datos de CMS se ajustan mejor a una resonancia más estrecha. La mayoría de explicaciones teóricas prefieren una anchura estrecha.

## Interpretación
Si se confirma, el exceso de difotones implicaría que hay que extender el Modelo Estándar de física de partículas con nuevas partículas y posiblemente nuevas interacciones.
El exceso observado por ATLAS y CMS se puede explicar con la existencia de una nueva partícula con carga eléctrica neutra y una masa de unos 750 GeV/c2, llamada Ϝ o digamma, que decae a dos fotones. El espín de esta resonancia puede ser o 0 o 2 (el espín 1 está excluido por el teorema de Landau-Yang) para permitir la desintegración a dos fotones, pero argumentos teóricos favorecen la hipótesis de espín 0. Para qué Ϝ(750) se produzca en el LHC con una sección eficaz significativa, debería acoplarse a alguno de los constituyentes de los protones, los quarks y gluones.
Se han propuesto varios mecanismos de producción y desintegración. La compatibilidad con las mediciones del LHC a 8 TeV y el tamaño de la sección eficaz favorecen la hipótesis de producción mediante fusión de gluones, como ilustra el diagrama de Feynman de la figura. Este mismo mecanismo es el dominante en la producción del bosón de Higgs descubierto en 2012 en el LHC. Dado que la partícula decae en fotones, también debería hacerlo en bosones W y Z, aunque no hay una única predicción para la probabilidad relativa de estas desintegraciones.
Tras el anuncio, se han publicado unos 500 estudios teóricos que investigan las posibles explicaciones e implicaciones de la posible nueva partícula. Los modelos se pueden dividir a grandes rasgos en dos categorías, dependiendo de la naturaleza de la nueva partícula:
- Ϝ(750) elemental: la nueva resonancia es una partícula elemental similar al bosón de Higgs del Modelo Estándar.
- Ϝ(750) compuesto: la nueva resonancia es un estado ligado por nuevas interacciones, similar al ejemplo de los piones de la cromodinámica cuántica.

En todos los modelos, el acoplamiento de una partícula neutra a fotones necesitaría de la existencia de otras partículas más allá del Modelo Estándar con carga eléctrica. Si Ϝ(750) se acopla a los gluones, también se necesitan nuevas partículas con color.Como consecuencia, en todos los escenarios considerados hay que añadir un nuevo sector de partículas completo al Modelo Estándar, de las cuales algunas puedan estar en el rango de energías del LHC. Por ejemplo, muchos escenarios predicen la existencia de nuevos fermiones con cargas del Modelo Estándar que, a diferencia de los fermiones conocidos, no adquieren masa mediante el mecanismo de Higgs. Si F(750) es elemental, se podrían formar los nuevos fermiones, mientras que en el caso de que fuera compuesta, es más probable la formación de estados ligados.
También es posible que Ϝ(750) tenga desintegraciones invisibles en partículas sin cargas del Modelo Estándar. Estas desintegraciones podrían estar relacionadas con la existencia de materia oscura en el Universo.

## Resultados de los datos
La protuberancia desaparece en los nuevos resultados de los datos. Parece ser una casualidad estadística.